# Élections législatives de 1997 en Polynésie française
Les élections législatives françaises de 1997 se déroulent le 25 mai. Dans la collectivité de la Polynésie française, deux députés sont à élire dans le cadre de deux circonscriptions.

## Élus
| Circonscription | Député sortant | Parti | Parti | Député élu ou réélu | Parti | Parti         |
| --------------- | -------------- | ----- | ----- | ------------------- | ----- | ------------- |
| 1re             | Jean Juventin  |       | RPR   | Michel Buillard     |       | RPR           |
| 2e              | Gaston Flosse  |       | RPR   | Émile Vernaudon     |       | Divers droite |

## Résultats

### Résultats à l'échelle de la collectivité
|                | Divers droite                    | 27 551  | 34,51  | 1 |  |  |
|                | Rassemblement pour la République | 23 557  | 29,50  | 1 |  |  |
|                | Droite parlementaire             | 51 108  | 64,01  | 2 |  |  |
|                |                                  |         |        |   |  |  |
|                | Régionaliste                     | 19 009  | 23,81  | 0 |  |  |
|                | Divers                           | 8 088   | 10,13  | 0 |  |  |
|                | Les Verts                        | 853     | 1,07   | 0 |  |  |
|                | Front national                   | 785     | 0,98   | 0 |  |  |
|                |                                  |         |        |   |  |  |
| Inscrits       | Inscrits                         | 125 605 | 100,00 | 2 |  |  |
| Abstentions    | Abstentions                      | 44 457  | 35,39  |   |  |  |
| Votants        | Votants                          | 81 148  | 64,61  |   |  |  |
| Blancs et nuls | Blancs et nuls                   | 1 305   | 1,61   |   |  |  |
| Exprimés       | Exprimés                         | 79 843  | 98,39  |   |  |  |

### Résultats par circonscription

#### Première circonscription (Papeete)
|                | Michel Buillard élu | RPR                              | 23 557 | 51,58  |  |  |  |
|                | Oscar Temaru        | Régionaliste (Tavini huiraatira) | 19 009 | 41,63  |  |  |  |
|                | Francis Stein       | Divers droite (Fetia Api)        | 1 857  | 4,07   |  |  |  |
|                | Jacky Bryant        | Les Verts                        | 853    | 1,87   |  |  |  |
|                | Eugène Pambrun      | FN                               | 391    | 0,86   |  |  |  |
|                |                     |                                  |        |        |  |  |  |
| Inscrits       | Inscrits            | Inscrits                         | 72 565 | 100,00 |  |  |  |
| Abstentions    | Abstentions         | Abstentions                      | 26 211 | 36,12  |  |  |  |
| Votants        | Votants             | Votants                          | 46 354 | 63,88  |  |  |  |
| Blancs et nuls | Blancs et nuls      | Blancs et nuls                   | 687    | 1,48   |  |  |  |
| Exprimés       | Exprimés            | Exprimés                         | 45 667 | 98,52  |  |  |  |

#### Deuxième circonscription (Pirae)
|                | Émile Vernaudon élu | Divers droite  | 20 121 | 58,87  |  |  |  |
|                | James Salmon        | Divers         | 8 088  | 23,67  |  |  |  |
|                | Boris Léontieff     | Divers droite  | 5 573  | 16,31  |  |  |  |
|                | Nathalie Moua       | FN             | 394    | 1,15   |  |  |  |
|                | Emmanuel Nauta      | Divers         | 0      | 0      |  |  |  |
|                |                     |                |        |        |  |  |  |
| Inscrits       | Inscrits            | Inscrits       | 53 040 | 100,00 |  |  |  |
| Abstentions    | Abstentions         | Abstentions    | 18 246 | 34,4   |  |  |  |
| Votants        | Votants             | Votants        | 34 794 | 65,6   |  |  |  |
| Blancs et nuls | Blancs et nuls      | Blancs et nuls | 618    | 1,78   |  |  |  |
| Exprimés       | Exprimés            | Exprimés       | 34 176 | 98,22  |  |  |  |